# 天国：拯救
《天国：拯救》是一款由Warhorse Studios开发，Warhorse Studios和Deep Silver共同发行的动作角色扮演游戏，2018年2月13日於Windows、PlayStation 4、Xbox One平台發售，2024年3月14日本作皇家版于任天堂Switch平台发售。本作的故事发生在神圣罗马帝国唯一的王国──波希米亚王国。

## 游戏剧情
游戏剧情发生在波西米亚，贤君“查理四世”的驾崩，把整个王国带入了黑暗：战争、腐败与混乱，正在把这神圣罗马帝国的中心撕地支离破碎。查理四世的儿子，瓦茨拉夫，继承了父王的王位。和他的父王不同，瓦茨拉夫是一个幼稚的、放纵的而且没有野心的君王。他的同父异母的弟弟，匈牙利之王“红狐”西格斯蒙德，察觉到了他的懦弱。西格斯蒙德佯装好意，开拔进驻波西米亚，并且挟持了国王瓦茨拉夫。没了国王，西格斯蒙德得以自如地洗劫波西米亚的财富。在乱世之中，玩家扮演角色亨利，一位铁匠的儿子。平静的生活被一群雇佣军所夺走，他们收到了西格斯蒙德的亲令，烧光了你的镇子。玩家逃过这场浩劫。失去了家园、家人和未来的玩家，最终加入了拉德季·科比拉阁下麾下的反抗军。

## 游戏玩法
作為一款第一人稱角色扮演遊戲，《天國降臨：救贖》為玩家提供了一個細節豐富的開放世界。和大多數中世紀風格的遊戲不同，該作在場景、角色、裝備、戰鬥等各個層面力求寫實，摒棄一切魔法或者奇幻的元素。
玩家可以學習吟遊詩人、戰士、盜賊等不同身分下的各種技能。相關能力和屬性值是通過主角的行為和遊戲中龐雜的對話樹進行提升的。對話過程中對選項的選擇有時間限制，而且對話方式會顯著影響NPC對主角的好感度。主角的聲望基於其所做出的選擇，並且能造成多種結果。
裝備系統方面，主角身上最多可以自定義設置16個不同的口袋（插槽）用於放置物品。每種服裝都會針對不同類型的武器提供額外的防護。服裝會隨著戰鬥和日常穿戴而變髒、磨損或者染血，不但影響主角的外觀，而且影響NPC對主角的態度。
主角可以使用单手剑、双手剑、弯刀、钉头锤、战斧等不同近战武器；弓箭是唯一的远程武器。武器多次使用后耐久度和攻击力会下降，需要在磨刀石上打磨，而磨刀操作不正确会加重武器损坏程度。主角也可以让铁匠帮忙修理武器。主角可以习得格挡、防守反击、连击等多种战斗技能，增加对敌时成功的几率。
馬匹是遊戲中主角唯一的代步工具，作用重大，玩家可以用马携带额外的物品，也可以骑马巡逻、战斗。马匹有5个插槽，也有速度、负重、勇气、耐力等多个属性，而且分不同等级。
任务系统是非线性的，玩家有机会用多种方式完成任务。故事主线以大型的围城战为主要特色。NPC有自己的活动路线和行为逻辑，并且可以被主角干预。如果主角犯罪，会被NPC告发；若被抓到则会受到从缴纳罚金到坐牢等不同的惩罚。

## 评价
| 汇总媒体     | 得分                                   |
| ------------ | -------------------------------------- |
| GameRankings | (PC) 74.46% (PS4) 71.64% (XONE) 60.82% |
| Metacritic   | (PC) 76/100 (PS4) 69/100 (XONE) 68/100 |

| 媒体            | 得分    |
| --------------- | ------- |
| Destructoid     | 7.5/10  |
| 电子游戏月刊    | 3.5/10  |
| Game Informer   | 5.75/10 |
| Game Revolution | [ 14 ]  |
| GameSpot        | 8/10    |
| IGN             | 8/10    |
| PC Gamer英国    | 84%     |
| VideoGamer.com  | 4/10    |

本作的PC版在GameRankings和Metacritic上获得了“多半好评”的评价，而本作的主机版的评价则是“毁誉参半”。